# Sistemas familiares según Emmanuel Todd
En la obra de Emmanuel Todd, los sistemas familiares se refieren a las diferentes formas de familias que identificó en su investigación en las ciencias humanas y sociales, de acuerdo con el linaje intelectual de Frédéric Le Play, retomado en la década de 1960 por algunos historiadores familiares en Europa. Emmanuel Todd estudia la influencia de los sistemas familiares en los principales movimientos de la sociedad en Europa y en el mundo: ideologías, sistemas políticos y económicos, religiones. El término "sistema familiar", también utilizado en terapia familiar sistémica, así como por otros historiadores familiares (G. Augustins, por ejemplo), no está fijado en el trabajo de Todd, quien también utiliza de acuerdo con los libros. los siguientes términos: "tipos", "formas", "estructuras" o incluso "modelos" de la familia.

## Definición

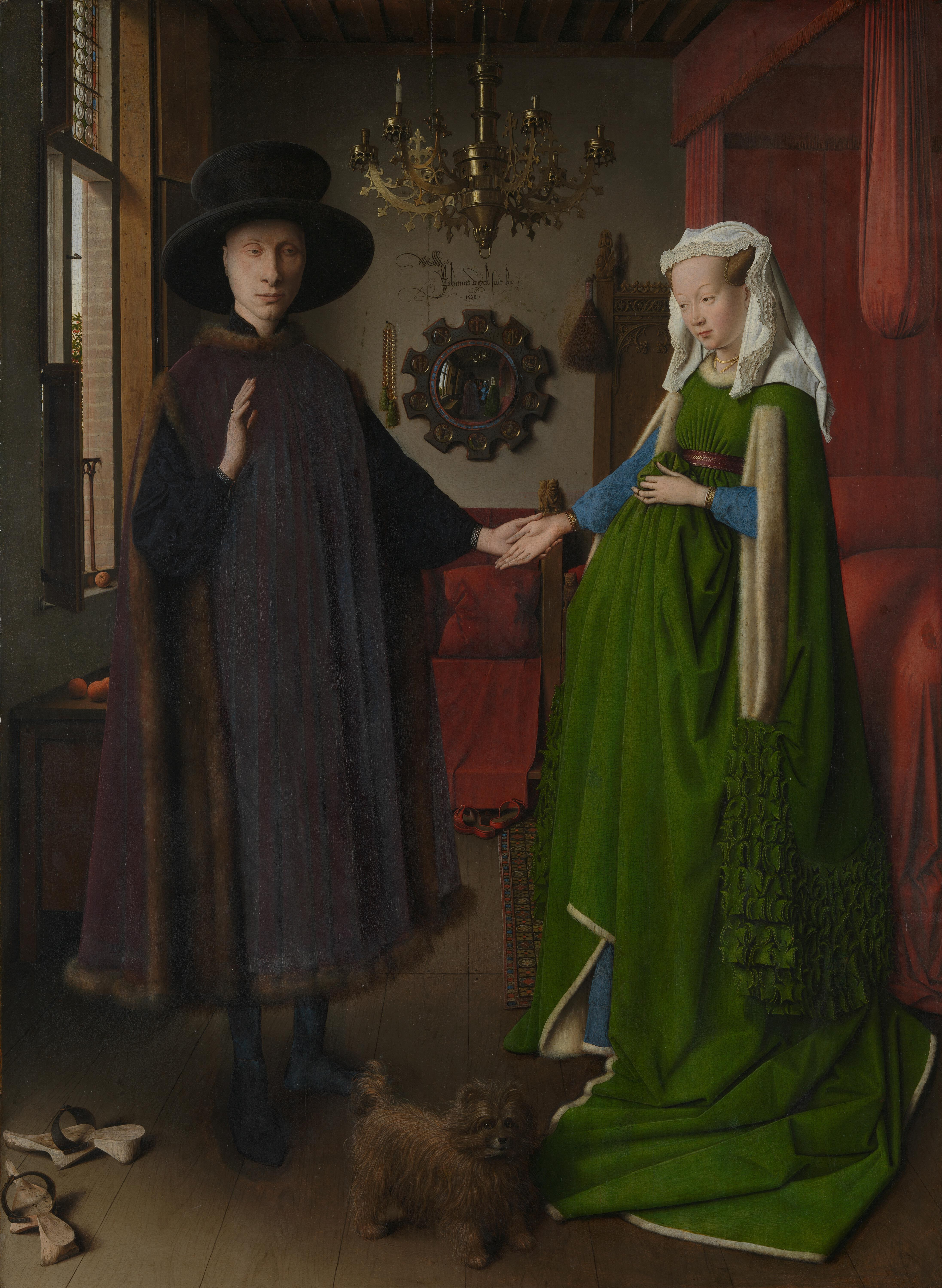
Van Eyck - Los Arnolfini. Ejemplo de familia nuclear

En sus ensayos El tercer planeta, La nueva Francia y La invención de Europa, Emmanuel Todd diferencia los sistemas familiares principalmente de acuerdo con dos criterios:
1. el carácter integrado o no integrado de la familia, que se observa en las relaciones entre padres e hijos, y se manifiesta en particular por la cohabitación o no de más de dos generaciones.
2. el carácter simétrico o no de la familia, que se observa en las relaciones entre hermanos (y hermanas) y en particular en las costumbres de sucesión.

y un criterio secundario: el carácter exo- o endogámico del matrimonio, es decir, la existencia de normas más o menos fuertes con respecto a la elección del cónyuge, que se puede hacer fuera o dentro de la familia o el grupo familiar. Estos criterios le permiten mapear los sistemas familiares.
Emmanuel Todd complica posteriormente considerablemente la clasificación de los sistemas familiares en su libro El Origen de los sistemas familiares, con la introducción de los conceptos de patri / matri / bilocalidad, co-residencia temporal, la familia construida con familiares, y el ciclo alfa de desarrollo familiar. Esto lo llevará a definir 15 sistemas familiares diferentes con respecto a Eurasia.

## Criterios principales de los sistemas familiares

### Análisis de la relación entre padres e hijos

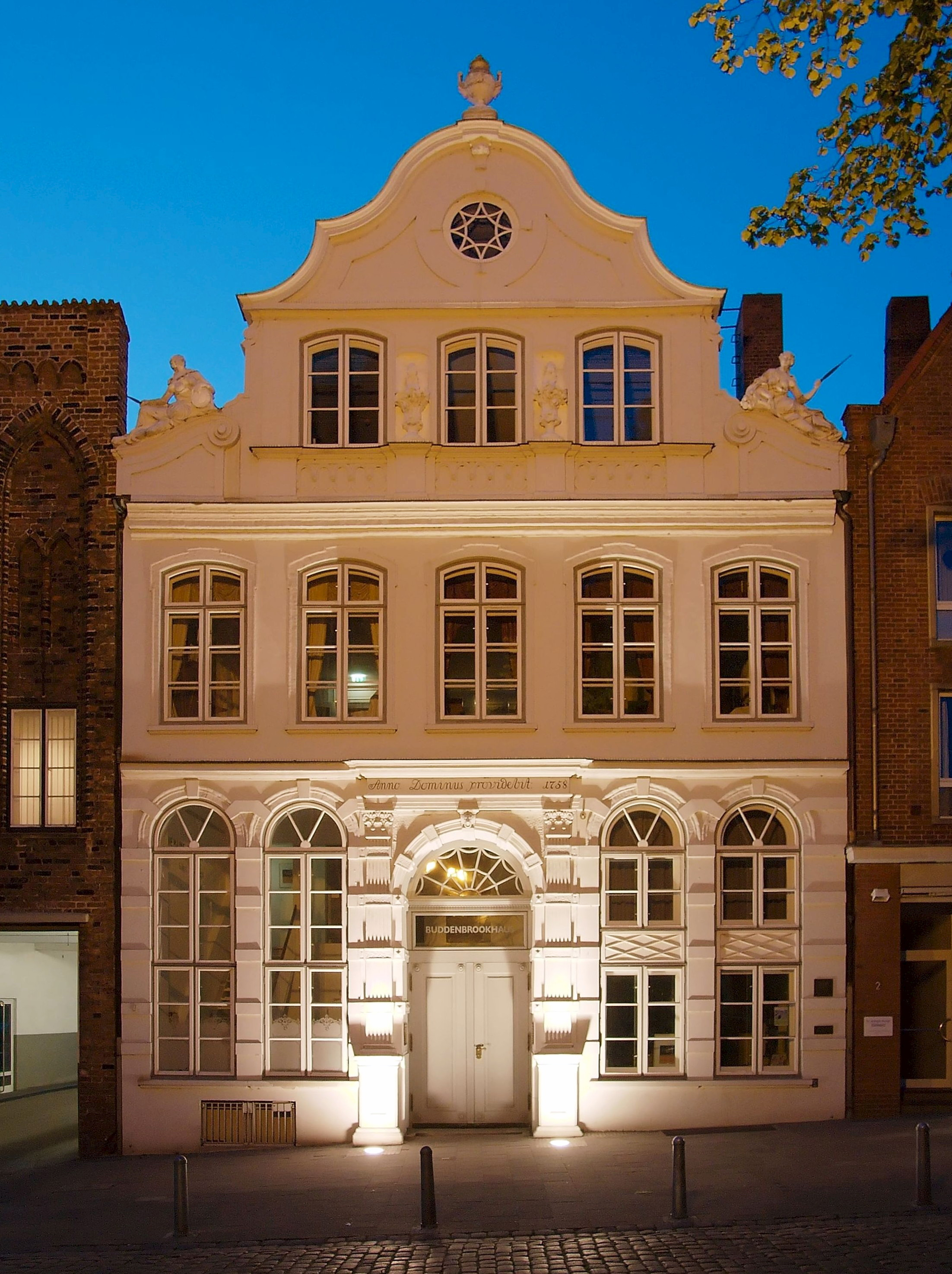
La casa de los Buddenbrook en Lubeck, ejemplo de familia jerárquica

Esta relación puede ser autoritaria o liberal: mide la fuerza del vínculo que vincula al individuo con el grupo familiar.
   "En un contexto agrícola tradicional, un fuerte vínculo se manifestó por la alta frecuencia de la cantidad de hogares, que asocian bajo un mismo techo a tres generaciones: padres, hijos y nietos. Tal sistema debe calificarse como autoritario porque presupone, en ciertas etapas del desarrollo del grupo doméstico, la existencia de hijos adultos, casados, que ya han procreado y siguen estando sujetos a la autoridad de los padres."
   "Un vínculo débil entre padres e hijos, un apego moderado del individuo al grupo familiar, lleva por el contrario a una salida temprana de los hijos, a menudo antes del matrimonio. La instalación en una vida conyugal implica la fundación de un hogar autónomo, asociando como mucho a los padres y sus hijos, en un núcleo mínimo. Este tipo de familia nuclear se puede describir como liberal".

### Análisis de la relación entre hermanos (y/o hermanas)

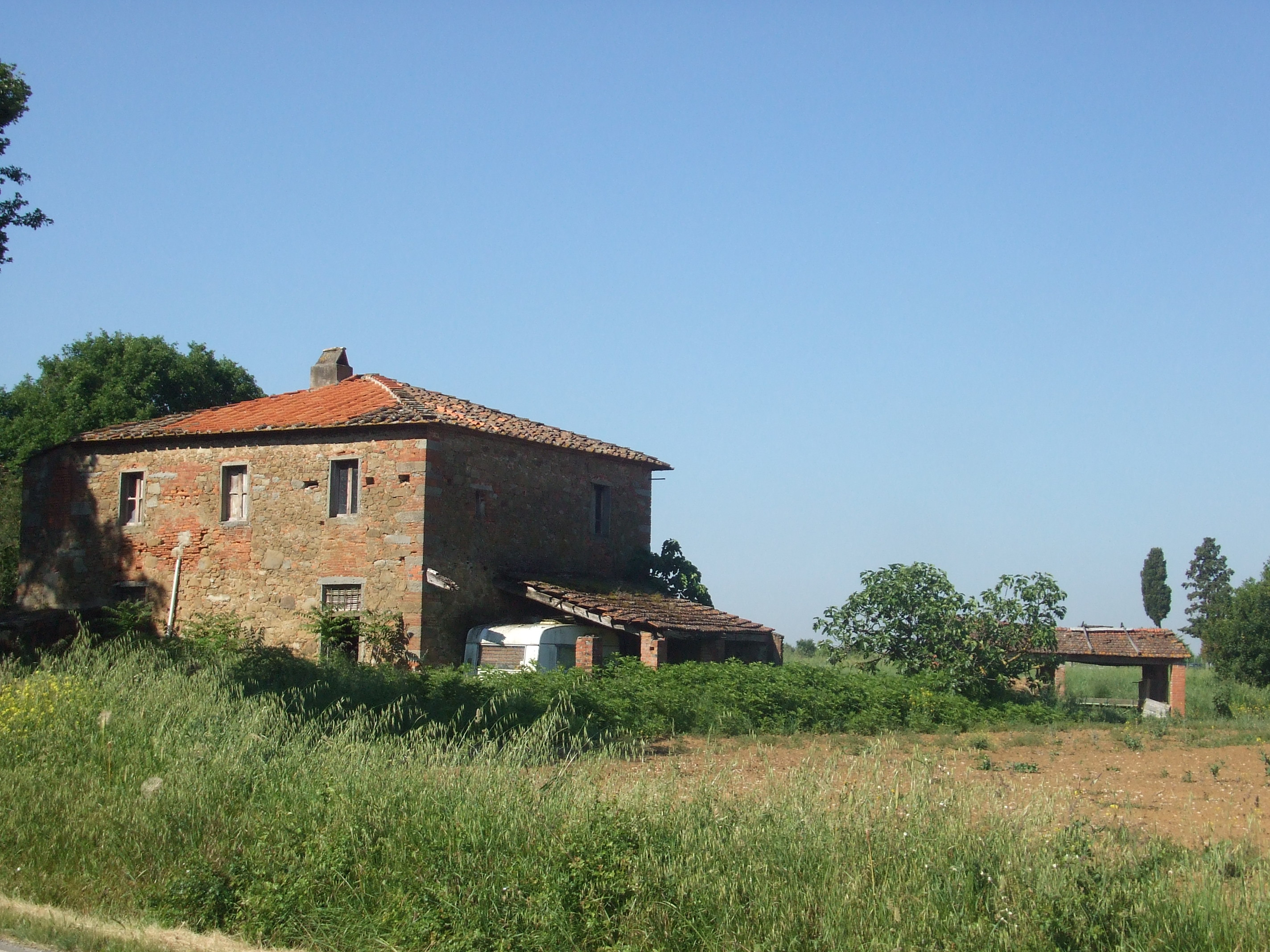
Antigua casa rural en Castroncello - Toscana, una de las zonas con predominio de la familia comunitaria

Estas relaciones pueden ser igualitarias o no igualitarias. Las costumbres de herencia del patrimonio indican la naturaleza de la relación entre hermanos (y/o hermanas).
    "La existencia de una regla de distribución estrictamente simétrica revela un sistema igualitario. [...] Por otro lado, con el principio del único heredero, obligando a los hijos que no son elegidos a emigrar de la familia, se puede hablar de un sistema desigual. [...] Si los padres legan libremente de su propiedad, distribuida por voluntad sin la costumbre de imponer partes específicas, el sistema puede calificarse como "no igualitario". Está cerca de la desigualdad pero también evoca una cierta indefinición de la relación entre hermanos (y/o hermanas)."

## Tipología de sistemas familiares

### Sistemas familiares exógamos
Aplicando los dos principios de autoridad e igualdad, cada uno de los cuales puede tomar dos valores opuestos, genera una tipología con cuatro categorías:
- la familia nuclear absoluta (liberal e indiferente a la igualdad)
- la familia nuclear igualitaria (liberal e igualitaria)
- la familia jerárquica (autoritaria e inequitativa)
- la familia comunitaria (autoritaria e igualitaria)

Sin embargo, en su ensayo sobre Los sistemas familiares de la Europa Occidental (países fuera del bloque comunista y pertenecientes a las esferas católica y protestante), Emmanuel Todd ha identificado una quinta categoría, identificó las fronteras entre la familia nuclear, igualitaria, y la familia jerárquica: la familia jerárquica incompleta (autoritaria y parcialmente igualitaria), que abandonó posteriormente, y la sustitución por la familia jerárquica en co-residencia temporal.
Los cuatro tipos principales de familias exógamas representan cuatro formas diferentes de abordar la realidad, lo que contribuirá al surgimiento de diversas ideologías que lo reflejarán. El comunismo se establecerá principalmente donde la familia comunitaria exógama es en gran medida dominante, ya que es refractaria al liberalismo, como en Rusia. El liberalismo político y económico anglosajón se desarrollará sobre una estructura nuclear absoluta de tipo familiar que, por su parte, será resistente al comunismo, como en los Estados Unidos. La noción de los derechos humanos nacerá en una región de estructura familiar nuclear igualitaria como la cuenca de París. La identidad europea representa un entrelazado de las diferentes estructuras familiares exógamas, abriendo así la búsqueda del elemento coordinador que integra cuatro representaciones diferentes del mundo en una estructura unitaria. Francia tiene la distinción de ser el único país del mundo que conoce seis sistemas familiares diferentes, incluidos dos dominantes y opuestos: la familia nuclear igualitaria (norte) y la familia jerárquica (sur).

### Sistemas de familia endogámicos
Cuando la familia comunitaria está asociada con prácticas endogámicas, ofrece dos nuevas categorías posibles (dos variantes):
- la familia comunitaria endogámica
- la familia comunitaria asimétrica

La familia jerárquica tolera un cierto grado de endogamia, sin cuestionar su principio, mientras que las dos categorías de familias nucleares, cuando están asociadas con prácticas endogámicas, ambas evolucionan hacia una última categoría: la familia anómica, una categoría que Emmanuel Todd abandonará más tarde.

### Sistemas familiares africanos
Los sistemas familiares africanos incluyen un conjunto muy rico de tipos de familia. Estos a menudo están predeterminados por criterios religiosos o culturales.

## Efectos de los sistemas familiares
Las diferencias en los valores entre los sistemas familiares explican muchas disparidades, la siguiente tabla trata principalmente del ejemplo de Europa occidental.
| Familia :                            | Nuclear absoluta                                             | Nuclear igualitaria                             | Jerárquica                                             | Comunitaría                                          | Endógama                                         |
| ------------------------------------ | ------------------------------------------------------------ | ----------------------------------------------- | ------------------------------------------------------ | ---------------------------------------------------- | ------------------------------------------------ |
| Autoridad, libertad                  | libertad                                                     | libertad                                        | autoridad                                              | autoridad                                            | solidaridad entre hermanos > autoridad del padre |
| Igualdad                             | indiferencia a la igualdad                                   | igualdad                                        | desigualdad, jerarquía                                 | igualdad                                             | igualdad                                         |
| Religión                             | protestantismo arminiano (anglicanismo ...)                  | catolicismo                                     | protestantismo > catolicismo (jansenismo ...)          | ortodoxo, catolicismo                                | islam > catolicismo                              |
| Autoridad del padre                  | débil                                                        | fuerte                                          | débil                                                  |                                                      |                                                  |
| Predestinación                       | predestinación                                               | libre albedrío                                  | predestinación                                         |                                                      |                                                  |
| Descristianización                   | dios frágil pero no contestado                               | religión frágil                                 | religión sólida                                        | dios sólido pero rechazo a la transcendencia divina  |                                                  |
| Alfabetización                       | tardía                                                       | tardía y frágil                                 | precoz y fuerte                                        |                                                      |                                                  |
| Estructura agraria tradicional       | granja familiar                                              | gran explotación > propiedad                    | propiedad                                              | mediería                                             | propiedad                                        |
| Arraigo                              | débil                                                        | débil ; fuerte (en las regiones de propiedad)   | muy fuerte                                             | mediano                                              | muy fuerte                                       |
| Desindustrialización                 | precoz                                                       | tardía                                          | resistencia, conservadurismo                           | tardía                                               |                                                  |
| Trabajo de las mujeres               | importante                                                   | débil                                           | importante                                             | débil                                                |                                                  |
| Machismo                             | débil                                                        | débil (Francia) ; fuerte (países mediterráneos) | fuerte                                                 | fuerte                                               | muy fuerte                                       |
| Sistema político                     | inestable ; Inglaterra: estable, grupos de presión           | inestable                                       | estable                                                | estable, consenso no alternancia                     |                                                  |
| Partidos de izquierda en el siglo XX | laborismo                                                    | socialismo ; anarquismo                         | socialdemocracia                                       | comunismo                                            |                                                  |
| Valores del socialismo               | fuerte conciencia de clase obrera sin voluntad de dominación | igualdad obreros-burgueses sin dominación       | clase obrera dominante, aceptación de las otras clases | obreros iguales a todos, pero voluntad de dominación |                                                  |
| Partido religioso reaccionario       | ninguno                                                      | republicanismo cristiano                        | democracia-cristiana                                   | ninguno                                              |                                                  |
| Nacionalismo                         | liberal-aislacionismo                                        | liberal-militarismo                             | etnocentrismo                                          | fascismo                                             |                                                  |
| Voto extrema derecha                 | débil                                                        | fuerte                                          | medio a fuerte                                         | medio                                                |                                                  |
| Ecología                             | desarrollada                                                 | desarrollada                                    |                                                        |                                                      |                                                  |
| Centralización                       | débil                                                        | fuerte                                          | mediana                                                | muy fuerte                                           |                                                  |
| Lenguas regionales                   | aceptadas                                                    | rechazadas                                      | favorecidas                                            | rechazadas                                           |                                                  |
| Inmigración                          | derecho a la diferencia, igualdad, guetos                    | asimilación, igualdad                           | rechazo, clase inferior                                | asimilación forzada                                  |                                                  |
| Criminalidad                         | mediana (urbana) ; débil (rural) // fuerte en Estados-Unidos | mediana (urbana) ; débil (rural)                | débil                                                  | débil                                                |                                                  |

## Para profundizar

### Artículos relacionados
- La Troisième Planète : Structures familiales et système idéologiques
- L'Enfance du monde : Structure familiale et Développement
- L'Invention de l'Europe